# Уида (брод)
Галија Уида (енгл. Whydah Gally) је била енглески трговачки брод, а касније је постала главни брод гусара Семјуела Беламија, званог Црни Сем. Пре него што је пала у гусарске руке, превозила је робу и робове између Енглеске, западне Африке и Карипских острва. Гусари су је касније отели и њоме су опљачкали многе бродове. Потонула је у олуји код Кејп Кода, надомак Масачусетса у данашњим Сједињеним Америчким Државама, 26. априла 1717. године. У бродолому је страдала скоро целокупна посада, укључујући и Беламија.
Уида је данас једина откривена олупина гусарског брода из Златног доба гусарства, а њено благо се процењује на више стотина милиона долара.

## Уида као трговачки брод
Уида је поринута 1715. године у Лондону. Грађена је у облику галије и имала је три јарбола, 31 метар дужине и носивост од 272 тоне. Име је добила по бенинској луци Уиди (фр. Ouidah). Била је добро наоружани и брзи брод. Имала је плитак газ, 18 топова и постизала је брзину од 13 чворова.
Уида је саграђена за потребе трговине и транспорта афричких робова; трговачка добра би била превожена од Енглеске до западне Африке, где би била мењана за робове који би били одвожени на Карибе и продавани за драгоцене метале, индиго и шећер. Та роба би, онда, била отпремљена назад у Енглеску. У потпалубље брода могло је бити смештено 500 робова, а њихово путовање до Средње Америке је могло трајати и по три месеца.

## Пад у гусарске руке и гусарење
Фебруара 1717, Уида је пловила од Јамајке ка Лондону, а превозила је слоновачу, злато, шећер, индиго и кининово дрво који су били купљени продајом афричких робова. Била је прошла кроз мореуз Виндворд када су је, на њеном тек другом путовању, пресрели гусари предвођени Црним Семом Беламијем. Упркос својој брзини, Уида није успела да им побегне због тога што су гусарски бродови били окретнији. Након три дана кретања иза ње и одмеравања бројности и наоружаности посаде, али и могућности да је Уида заправо брод ратне морнарице, гусари су је заузели и запленили њен товар и то – без отпора јер је њен капетан проценио да су гусари сувише надмоћни. У то време, Белами је командовао једним мањим бродом – Султаном, па је одлучио да узме Уиду за свој главни брод, а њен дотадашњи капетан, Лоренс Принс, остављен је са својом посадом на Султану. Уида и Султана су тада отпловиле до острва Лонг на Бахамима, где је Белами опремио Уиду са још десет топова, док је Принсу, у знак захвалности што се овај предао без отпора, поклонио 20 фунти.
На Уиди је тада било блага у вредности од око 20.000 фунти. Плен је избројан и равномерно подељен на свих 180 тадашњих чланова посаде тако што је сваки, након што се заклео да неће красти туђи део, добио по 50 фунти. Вреће с пленом су потом одложене у сандуке у потпалубљу и тамо су стајале без ичијег надзора. Упркос оваквој правичној расподели, капетан Белами је за себе задржао двоструко више плена.
Сутрадан, Белами је запловио ка заливу Чесапик. Успут, пресрео је један енглески брод натоварен шећером и индигом, али га није опљачкао. Код обала Вирџиније, Уида је наишла на три већа брода од којих су два била на путу из Шкотске, а један из Бристола. Сва три су похарана, а један мањи шкотски брод са Барбадоса, са нешто рума и шећера, био је у тако лошем стању да га је посада потопила, а његову посаду, уз део Уидине посаде, пребацила на један од већих бродова којем је капетан био извесни Монтгомери.
Потом, у једној снажној олуји која је трајала више дана, главни јарбол је био веома оштећен – толико да је посада била принуђена да га одсече и да се надаље користи помоћним јарболима. Уида је тада имала среће утолико што је олујни ветар дувао са северозапада, па ју је носио даље од обале.
Пловећи у висини Јужне Каролине, на око 220 километара од обале, Белами је заузео брод извесног капетана Бира, опљачкао га и потопио. У расправи с поменутим капетаном, након што му је понудио да им се придружи (што је Бир одбио, одговоривши да му савест не би дозволила да крши закон), Белами је, наводно, рекао:
| „ | Ја сам слободни принц. Имам права да заподенем рат на овом свету исто колико и онај што има стотину бродова на мору и војску од 100.000 људи на пољу – то мени говори моја савест. | ” |

Упркос оваквим речима, није забележено да је Белами, након што би освојио неки брод, икада убио иједног заробљеника.
Капетан Бир је искрцан на острво Блок 12. априла, па је Уида, након четвородневне паузе проведене на обали реке Мешис, ради прања бродског трупа, кренула ка заливу Форчун на Њуфаундленду, успут опљачкавши и потопивши неколико бродова. Код острва Сент Пол, Белами је наишао на брод који је превозио француске војнике за Квебек и који је имао 36 топова. Уследио је окршај током којег су се Французи двапут укрцали на Уиду, али су оба пута одбијени. Након двосатне битке, Белами је, изгубивши 36 чланова посаде, одустао од борбе и успео да умакне француском броду, највише захваљујући томе што је била пала ноћ.

## Бродолом
Због великих оштећења, Уида је запловила дуж обале, на југ и, 26. априла, код острва Нантакет, пресрела брод Мери Ен који је превозио товар вина. Како је капетан тог брода добро познавао обалу, гусари су га узели да их својим бродом предводи, те су поново кренули ка северу. Њихово одредиште било је острво Ричмонд, али су променили курс према Кејп Коду где је, према легенди, живела Беламијева девојка Марија Хелет. Према другом, вероватно тачнијем запису, Белами је хтео да опере брод на острву Грин код Њуфаундленда. Поподне истог дана, дигао се ветар који је до вечери прерастао у олују. Тада је капетан Мери Ен допловио својим бродом до обале код Истхема и успео да побегне на обалу. Како је Уида пловила за њим, а олуја све више јачала, гусари су (делимично захваљујући и вину с Мери Ен) прекасно схватили да је брод преблизу обале.
Према каснијим сведочењима, ту олују је носио североисточни ветар брзине 110 km/h, а таласи су били високи и по девет метара. Посада је бацила сидро, али то није помогло јер је конопац убрзо пукао. Уида се, нешто пре поноћи, насукала крмом на пешчани спруд подаље од обале, након чега јој је труп пукао на два дела, преврнуо се, те потонуо.
У тренутку бродолома, посаду Уиде чинило је 146 људи, а како у то време многи морнари нису умели да пливају, као и због силине олује, већина извора наводи да су несрећу преживела само двојица: Џон Џулијан, полуиндијанац, који је касније продат у робље и Томас Дејвис, Велшанин, који је ухапшен и који је говорио да је на броду било укупно око четири тоне злата. Са Мери Ен, која је била мања и која се била насукала на саму обалу, преживела су још седморица, од којих су шесторица осуђена за гусарство и обешена у Бостону.
Енглеске власти су, убрзо по бродолому, послале Сипријана Саутека – капетана и картографа – да покуша да спаси драгоцености са Уиде које су се расуле по обали. Саутек је стигао на Кејп Код тек поподне 2. маја и известио да је благо с брода (углавном већ сакупљено од стране локалног становништва) било расуто дуж више од 30 километара обале. Током неколико дана, колико је Саутек био на Кејп Коду, олупина је, у време осеке, штрчала ван мора, али је време углавном било лоше и таласи превелики да би се њој могло прићи. Саутек је записао да је највећи део блага вероватно још под морем, с обзиром на то да се брод сасвим преврнуо те да је благо остало унутар његовог трупа.
Могуће је, ипак, да је, осим Дејвиса и Џулијана, бродолом преживело још гусара. Извесни Данијел Колинс, капетан рибарске корвете са Кејп Ена, оставио је запис о томе како га је 10. маја 1717, на око 220 километара од обале, пресрела мала гусарска корвета. Наводно, на њој је било 19 гусара који су му рекли да су „они једини који су се избавили са брода насуканог код Кејп Кода и да су се спасили помоћним чамцем“. Рекли су му и да су, за тих 14 дана од бродолома, били опљачкали шест мањих бродова.

## Посада
Познати чланови посаде, који су били на броду у тренутку бродолома, били су:
- Семјуел Белами – Црни Сем — капетан брода. Белами је био Енглез из Девона на југозападу Енглеске. Рођен 1689, постао је гусар у својим двадесетим, а изабран је за гусарског капетана 1716. године и постао је један од најзначајнијих и најпознатијих гусара.
- Томас Дејвис — бродски дрводеља и један од двојице преживелих. Рођен 1695. у Велсу, Дејвис је био дрводеља на броду Сент Мајкл, а како су дрводеље биле цењене у доба дрвених бродова, Белами га је (уз невелику радост самог Дејвиса) поставио за дрводељу и на свом броду. Након бродолома, Дејвис је ухапшен и у Бостону му је суђено за гусарство, али је ослобођен.
- Џејмс Фергусон — бродски хирург. Фергусон је био Шкот и могуће је да је пришао гусарима бежећи од последица неуспешне побуне против краља Џорџа Првог у којој је вероватно учествовао. Није преживео бродолом Уиде.
- Џон Џулијан — бродски пилот. Он је био полуиндијанац племена Мискито и вероватно се међу првима придружио Беламијевој посади. Џулијан је преживео бродолом, али је касније продат у робље. Претпоставља се да је из ропства побегао и да је погубљен 1733, због убиства ловца на главе који га је нашао.
- Џон Кинг — најмлађи гусар за којег се зна. Кинг је путовао са својом мајком на броду Бонета када га је Белами опљачкао, новембра 1716. године. Инсистирао је да се придружи гусарима до те мере да је мајци запретио убиством и самоубиством. Када је страдао у бродолому, имао је око 11 година.
- Ричард Ноланд — Ирац, бродски навигатор. Ноланд је 26. априла био пребачен на Мери Ен, други брод Беламијеве флоте. Он је био један од најважнијих и најугледнијих чланова посаде јер је био изабран да брине о благу и да се стара да сваки гусар добије свој део. Такође је био задужен за надгледање изборâ, расподелу хране и прегледање оружја. Након Беламијеве смрти, Ноланд је гусарио са Црнобрадим, а повукао се из гусарства 1718. и био је сведок на суђењима неким гусарима.
- Џозеф Риверс — Британац и искусни гусар. Риверса је, због гусарења, ухапсила британска ратна морнарица 1701. године. Ипак, није погубљен. Вратио се гусарењу и придружио се Беламију вероватно 1715. Није преживео бродолом Уиде.

Уз њих, претпоставља се да је у посади било 30 до 50 црнаца, углавном бивших робова.

## Налазак олупине
Када је потонула, Уида је носила плен са најмање 54 брода. Знајући за огромну количину блага која је потонула са њом, многи су трагали за олупином Уиде, али углавном безуспешно. Иако је она била на дубини од свега десетак метара, морско дно код Кејп Кода је пешчано и слој песка ју је временом прекрио.
Томас Дејвис – један од преживелих – је сутрадан по бродолому дошао до, око три километра удаљене, куће извесног Семјуела Хардинга. Њих двојица су дојахали до обале и почели да скупљају златнике с плаже. Направили су неколико тура од плаже до куће, а до 10 часова ујутру, још десетак људи се окупило на плажи с истом намером. Дејвис је сутрадан ухапшен, а све благо с плаже је већ тада било однето. Ипак, све то је могло бити само делић укупног плена са Уиде.
Неки верују да је већи део блага већ био открио и однео са собом сâм Сипријан Саутек, не рекавши никоме за то. С друге стране, један запис из 1855. године говори о извесном „усамљенику застрашујућег изгледа“ који би долазио сваког пролећа и јесени на Кејп Код и „могуће, тражио место где су гусари сакрили благо“. Када је тај човек умро, код њега је наводно нађено мноштво златника. Према трећој теорији, све благо је временом изашло на обалу одакле је временом покупљено.
Прича о Уиди и њеном благу се генерацијама преносила на Кејп Коду. За њу је, од свог ујака, сазнао и Бери Клифорд, подводни археолог који је рођен у близини места бродолома. Године 1979, он је кренуо у потрагу за олупином која у почетку није имала превише успеха. Током следећих година, из мора су извађени неки ситни предмети који су могли припадати Уиди, а 1984. нађена су и три топа. Ипак, још увек ништа није доказивало да је све то припадало Беламијевом броду. Коначни доказ изроњен је октобра 1985; то је било звоно тешко око 100 килограма на којем је, испод слоја патине, било исписано: THE WHYDAH GALLY 1716 — Галија Уида 1716. Тај натпис је открио и право име брода, за које се мислило да се пише Whidah, Whidaw,  или Whidow. Бери Клифорд и данас спроводи истраживање олупине и вађење блага које сада чини музејску грађу и није на продају.
Олупина Уиде лежи код градића Велфлита, испред плаже Маркони на полуострву Кејп Код у америчкој држави Масачусетс, на око 500 метара источно од обале и на дубини између 10 и 15 метара, а њени остаци су расути по дну на површини од око 12.000 m². Олупину данас покрива дебели слој песка што отежава истраживања, али и спречава пљачкање.
Међу предметима са брода који су изроњени налазе се, осим златника, и пиштољи, тањири, топови, дршке мачева и предмети за свакодневну употребу. Утврђено је да је Уида у потпалубљу носила још тридесетак топова, углавном енглеске израде. Нађена је и једна мала потколенична кост, заједно са једном ципелом и чарапом. У почетку се мислило да су то остаци неког омаленог одраслог гусара, али касније је откривено да су они припадали Џону Кингу који је тада био стар око 11 година.
Процењено је да је вредност блага која је још под морем око 400 милиона долара, док би вредност саме златне масе могла бити око 120 милиона $.